# Proteste in Serbien 2024–2025

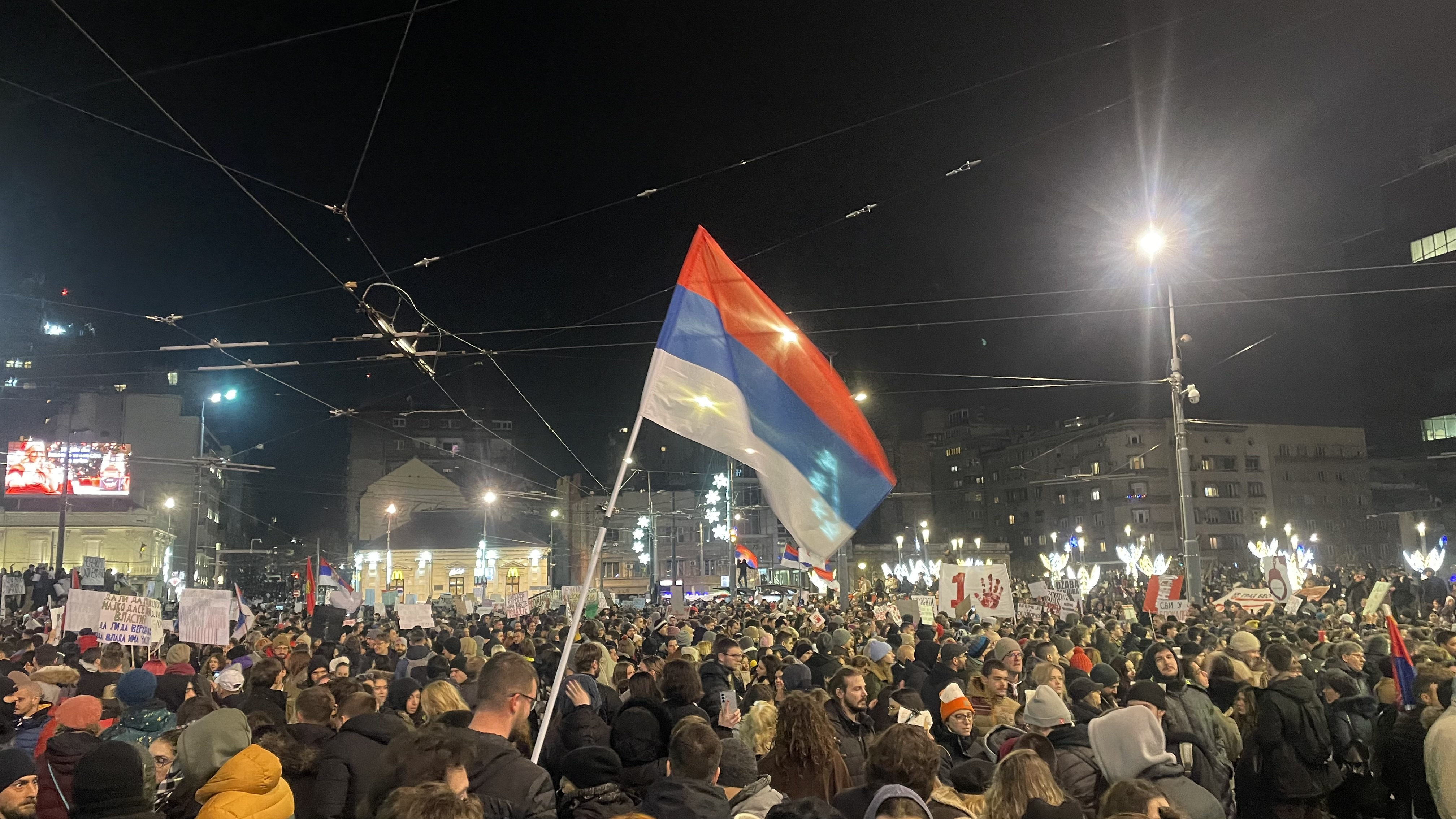
Proteste in Belgrad auf dem Platz Trg Slavija am 22. Dezember 2024

In Serbien laufen seit November 2024 anhaltende Proteste, die sich gegen Korruption, gegen Machtmissbrauch der Regierung und gegen den autoritären Regierungsstil von Präsident Aleksandar Vučić richten.

## Hintergrund
Als Auslöser wird der Dacheinsturz des Bahnhofs Novi Sad gewertet, bei dem am 1. November 2024 16 Menschen ums Leben kamen. Infolgedessen gingen zunächst in Novi Sad und Belgrad tausende Menschen auf die Straße; die Proteste weiteten sich auf das gesamte Land aus.
Die Demonstranten adressieren die Korruption im Land, die für den Dacheinsturz verantwortlich gemacht wird, Wahlbetrug, Einschränkung unabhängiger Medien und fordern die Durchsetzung von Rechtsstaatlichkeit.

## Verlauf

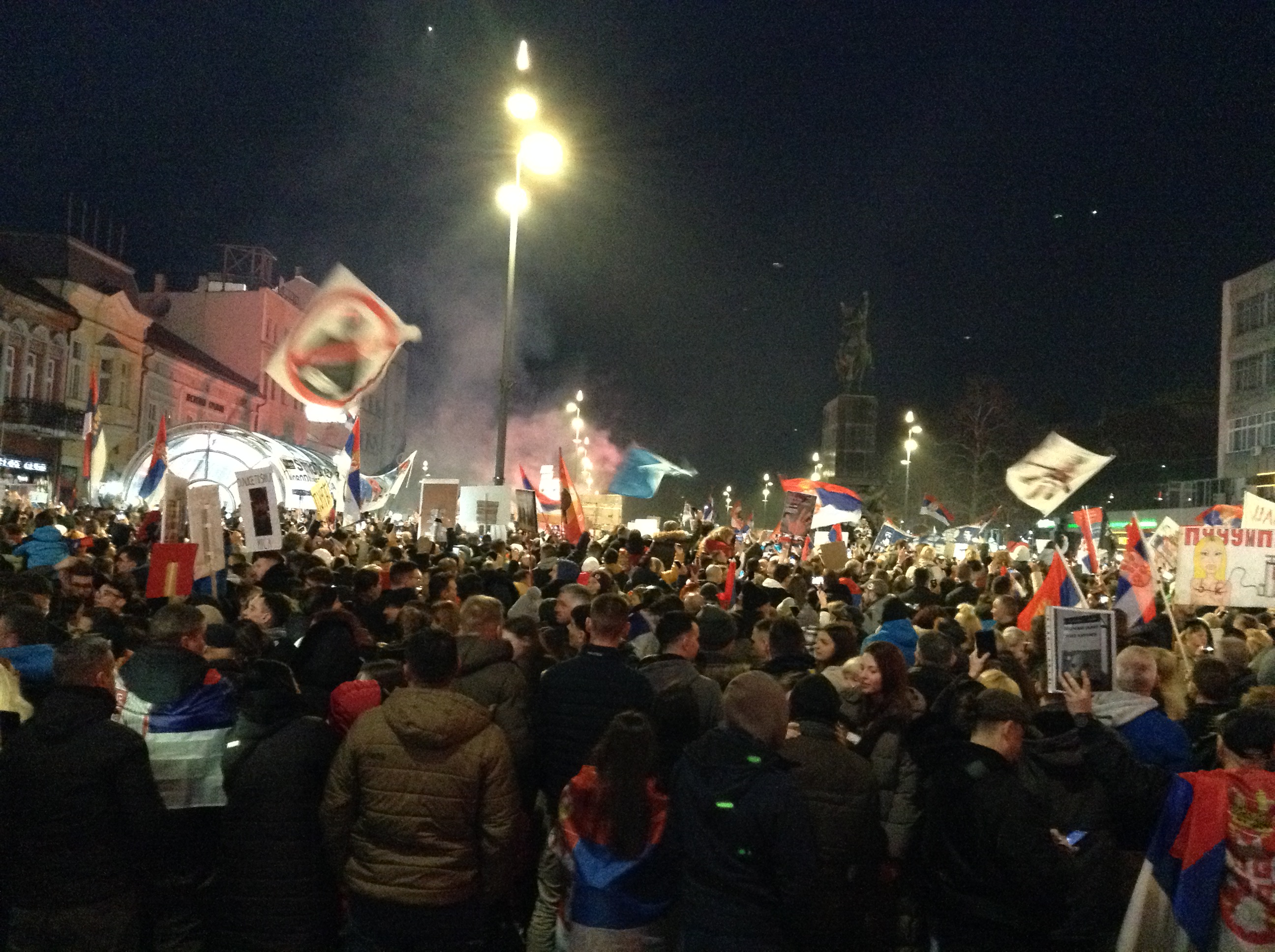
Protest in Niš am 1. März 2025

Am 15. März 2025 versammelten sich in der Hauptstadt Belgrad schätzungsweise über 275.000 bis 325.000 Menschen, was als bislang größte Demonstration in der serbischen Hauptstadt sowie als vorläufiger Höhepunkt der Massenproteste in Serbien gilt. Zuvor stellte ein Protest im Dezember 2024, bei dem zeitgleich über 100.000 Menschen in Belgrad demonstrierten, den bis dahin größten Protest in Serbien seit dem Sturz des ehemaligen Präsidenten Slobodan Milošević im Jahr 2000 dar.
Im März 2025 belagerten Protestierende den staatlichen serbischen Fernsehsender RTS.

## Reaktionen
Durch die Proteste trat der Bürgermeister von Novi Sad, Milan Đurić, zurück. Zudem kündigte am 28. Januar 2025 der serbische Ministerpräsident Miloš Vučević seinen Rücktritt an.
Der serbische Präsident Aleksandar Vučić machte für die Protestbewegung in Serbien pauschal „die Kroaten“ verantwortlich, und behauptete, „kroatische Geheimdienste“ sowie Medien aus dem Kosovo stünden hinter den Unruhen. In diesem Zusammenhang wies die serbische Regierung unter anderem mehrere kroatische Teilnehmer einer NGO-Konferenz aus und verweigerte der kroatischen Sängerin Severina die Einreise. Mit einer Taktik des Betonens externer Verschwörungen gegen Serbien, die charakteristisch für Vučić ist, versucht er mittels Schürens nationalistischer Propaganda der Protestbewegung entgegenzutreten.